# Трой Міддлтон
Трой Х'юстон Міддлтон (англ. Troy Houston Middleton; 12 жовтня 1889 Копая, Міссісіпі — 9 жовтня 1976, Батон-Руж, Луїзіана) — американський воєначальник, генерал-лейтенант армії США, командир VIII корпусу під час Другої світової війни.

## Біографія
Військова кар'єра
- 10 березня 1910 — рядовий
- 10 червня 1912 — капрал
- 30 листопада 1912 — другий лейтенант
- 1 липня 1916 — перший лейтенант
- 15 травня 1917 — капітан[1]
- 7 червня 1918 — майор[1]
- 17 вересня 1918 — підполковник[1]
- 14 листопада 1918 — полковник[1]
- липень 1919 — капітан
- 1 липня 1920 — полковник
- 1 серпня 1935 — підполковник
- 1 лютого 1942 — полковник
- 25 червня 1942 — бригадний генерал
- 27 жовтня 1942 — генерал-майор
- 5 червня 1945 — генерал-лейтенант